# حجاب‌استایل

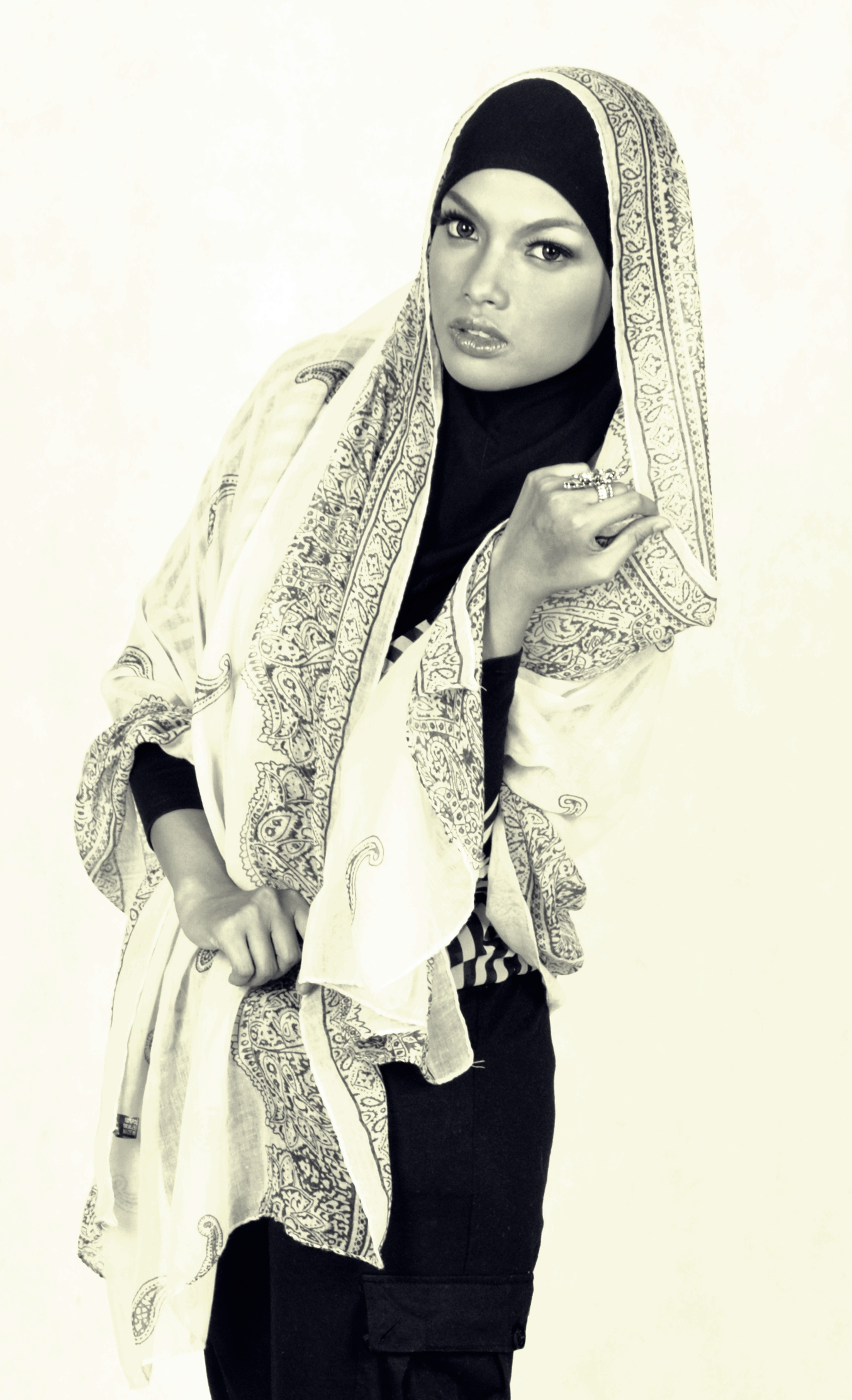
یک حجاب استایل اهل اندونزی

اصطلاح حجاب‌استایل (به انگلیسی: hijabstyle) برای بخشی از زنان و دختران محجبه به کار می‌رود که برای دیده شدن که با فلسفه ی حجاب منافات دارد، از چادر و پوشش اسلامی به شکل متنوعی استفاده می‌کنند. در شبکه‌های اجتماعی حجاب لاکچری، مدلینگ حجاب یا مدلینگ اسلامی نیز گفته می‌شود.